# Melbourne Bounce
La Melbourne Bounce, conosciuta anche come Old School Bounce o più semplicemente Bounce, è un genere di musica elettronica derivante dall'house che è spopolato negli anni compresi tra il 2013 e il 2016.
Tra i vari esponenti di questo genere sono presenti Will Sparks, Timmy Trumpet, Reece Low, Joel Fletcher, SCNDL e Uberjak'd, tutti provenienti dall'Australia. Nonostante ciò, negli anni anche artisti non australiani hanno contribuito all'ascesa del genere, come i Vinai, Angemi, Deorro e TJR.

## Caratteristiche tecniche
La Melbourne Bounce è un genere molto semplice e minimalista. La struttura delle canzoni è molto simile a quella utilizzata in molti altri generi del EDM e generalmente composta da: una intro iniziale (dalle 16 alle 32 battute); un breakdown (in genere dalle 8 alle 16 battute); poi può succedersi un finto Drop (dalle 8 alle 16 battute), che è una continuazione del breakdown, e/o una build up (dalle 8 alle 16 battute). Segue poi un vero e proprio drop (composto da 16 battute o altre volte da 32 battute), caratterizzato da una melodia richiamate quella del breakdown o una del tutto nuova. Infine si ripetono le stesse parti con la stessa successione, quindi breakdown, build up e drop, dove vengono aggiunti dei nuovi elementi melodici o percussivi, per poi terminare con una Outro (lunga in genere dalle 16 alle 32 battute), simile alla Intro. Tra gli elementi distintivi del genere troviamo, sia nella intro e outro, che nel drop, un kick molto prevalente e "duro", seguito da un pattern di basso, in genere in sincopato con il kick, molto "gonfio" nelle basse frequenze. Tra questi due elementi è fortemente presente la tecnica della compressione sidechain, come nel resto delle canzoni EDM. Tra gli altri elementi troviamo una melodia molto caratteristica del genere, che viene comunemente eseguita da un synth che emula il suono di una Tromba o da un altro synth caratterizzato da una forma d'onda a forma di dente di sega. Il tempo delle canzoni, indicato dai BPM, si aggira attorno ai 128/130 BPM, il che rende il genere perfetto per essere eseguito in molti festival di musica elettronica.